# Isabela Merced

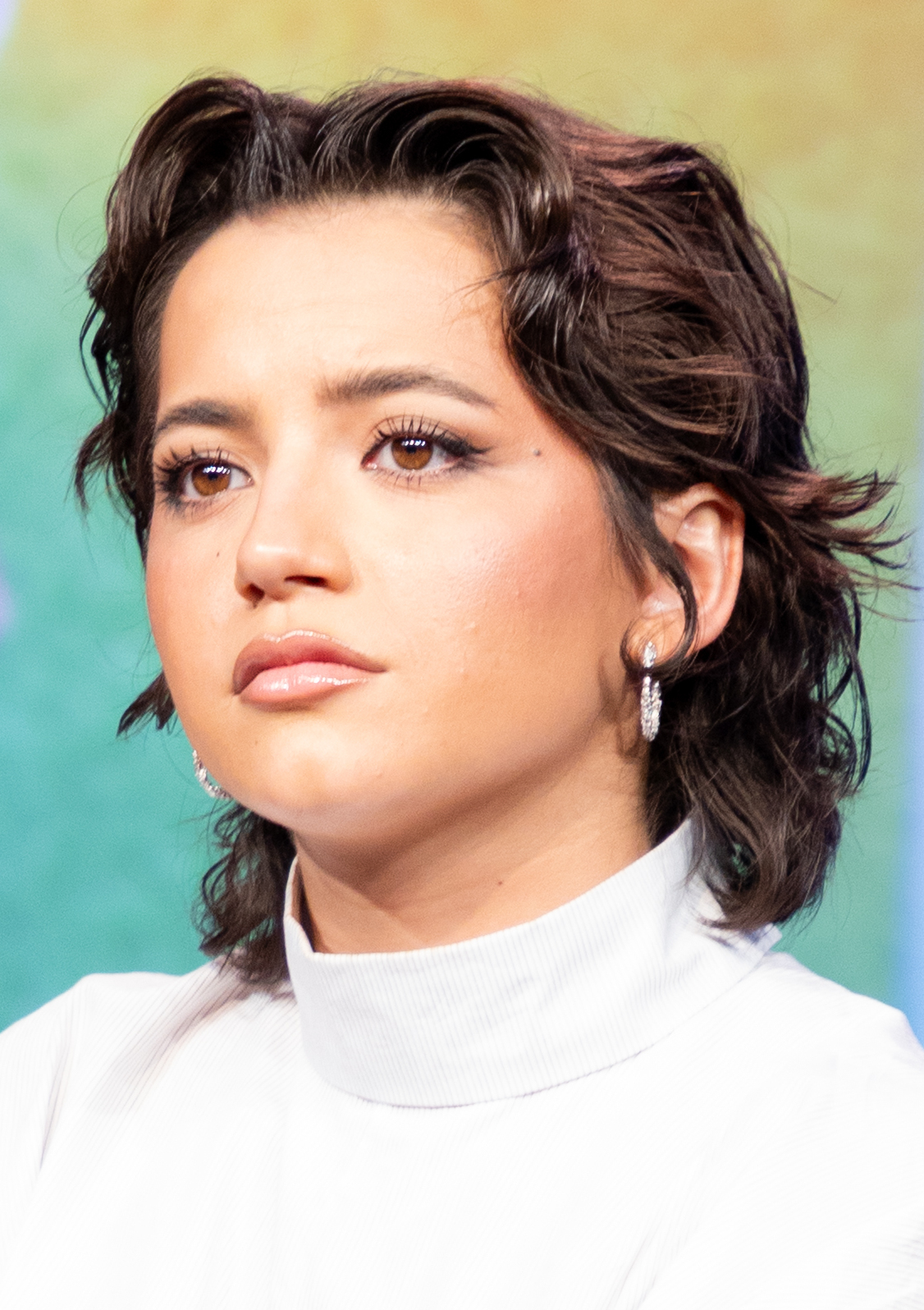
Isabela Merced (2025)

Isabela Merced (* 10. Juli 2001 in Cleveland, Ohio als Isabela Yolanda Moner) ist eine US-amerikanische Schauspielerin und Sängerin.

## Leben
Isabela Moner begann im Alter von sieben Jahren mit der Schauspielerei. Mit zehn Jahren trat sie das erste Mal am Broadway in der Rolle der Evita auf. Es folgten verschiedene Theaterrollen in Cleveland und New York. 2014 spielte sie in der NBC-Serie Growing Up Fisher mit, danach folgten Rollen in verschiedenen Nickelodeon-Produktionen. Für die Fernsehserie 100 Dinge bis zur Highschool wurde Moner bei den Imagen Awards 2016 in der Kategorie Beste junge Schauspielerin – Fernsehen ausgezeichnet, nachdem sie bereits im Vorjahr nominiert war.
Beim US-Label Broadway Records erschien im September 2015 Isabela Moners erstes Soloalbum Stopping Time. Im Jahr 2018 spielte sie an der Seite von Mark Wahlberg und Rose Byrne in dem Film Plötzlich Familie von Sean Anders. 2019 folgte die Titelrolle in dem auf der Zeichentrickserie Dora basierenden Abenteuerfilm Dora und die goldene Stadt.
Im Oktober 2019 gab sie ihre Namensänderung in Isabela Merced bekannt. In einem Interview erklärte sie, auf diese Weise ein neues Kapitel ihres Lebens beginnen zu wollen. Merced war der Nachname ihrer Großmutter.
Im Spider-Man-Film Madame Web von 2024 war Merced als Anya Corazon eine der Schülerinnen der titelgebenden Madame Web. Im selben Jahr hatte sie im Liebesfilm Schlaft gut, ihr fiesen Gedanken die Hauptrolle der Aza Holmes inne. 2025 spielt sie die Dina in der zweiten Staffel der Videospiel-Verfilmungsserie The Last of Us.

## Filmografie (Auswahl)

### Filme
- 2015: Ein Adam kommt selten allein (Splitting Adam, Fernsehfilm)
- 2016: School Survival – Die schlimmsten Jahre meines Lebens (Middle School: The Worst Years of My Life)
- 2016: Die Legende des geheimen Tempels (Legends of the Hidden Temple, Fernsehfilm)
- 2017: Transformers: The Last Knight
- 2017: The Nut Job 2: Nutty by Nature (Stimme)
- 2018: Sicario 2 (Sicario: Day of the Soldado)
- 2018: Plötzlich Familie (Instant Family)
- 2019: Dora und die goldene Stadt (Dora and the Lost City of Gold)
- 2019: Tage wie diese (Let It Snow)
- 2021: Spirit – Frei und ungezähmt (Spirit Untamed, Stimme von Lucky Prescott)
- 2021: Sweet Girl
- 2022: Der Vater der Braut (Father of the Bride)
- 2022: Rosalinde (Rosaline)
- 2023: Raus aus dem Teich (Migration, Stimme von Kim)
- 2024: Madame Web
- 2024: Schlaft gut, ihr fiesen Gedanken (Turtles All the Way Down)
- 2024: Alien: Romulus
- 2025: Superman

### Fernsehserien
- 2014: Growing Up Fisher (7 Folgen)
- 2014–2016: 100 Dinge bis zur Highschool (100 Things to Do Before High School, 25 Folgen)
- 2014–2017: Dora and Friends: Into the City! (35 Folgen, Stimme von Kate)
- 2021: Maya und die Drei (Maya and the Three, 4 Folgen, Stimme der Widow Queen)
- 2022: Spirit & Friends (6 Folgen, Stimme von Lucky)
- 2024: Schere, Stein, Papier (Rock, Paper, Scissors, Folge 1x05, Stimme der The Susan)
- seit 2025: The Last of Us

### Videospiele
- 2016: Kingdom Hearts χ Back Cover (Stimme von Ava)

## Diskografie
(Quelle:)

### Singles
- 2022: AGONIA
- 2021: Fearless (Valiente Duet) [from Spirit Untamed]
- 2022: Caliente Navidad
- 2020: Don't Go (Spanish Version)
- 2020: Don't Go
- 2019: PAPI
- 2018: I'll Stay (from Instant Family)
- 2018: Lista De Espera
- 2018: My Only One (No Hay Nadie Más)

### EPs
- 2020: the better half of me

## Auszeichnungen
| Preisverleihung | Kategorie                                 | Resultat  | Datum |
| --- | ----------------------------------------- | --------- | ----- |
| Imagen Award für ihre Rolle 100 Dinge bis zur Highschool | Best Young Actress – Television           | Nominiert | 2015  |
| Imagen Award für ihre Rolle 100 Dinge bis zur Highschool | Best Young Actor – Television             | Gewonnen  | 2016  |
| Teen Choice Award für ihre Rolle in Transformers: The Last Knight | Choice Summer Movie Star: Female          | Nominiert | 2017  |
| CinemaCon Award | Rising Star of the Year                   | Gewonnen  | 2017  |
| Young Entertainer Award für das Ensemble von School Survival: Die schlimmsten Jahre meines Lebens, zusammen mit Thomas Barbusca, Griffin Gluck, Alexa Nisenson und Montana Jacobowitz | Best Young Ensemble Cast – Feature Film   | Nominiert | 2017  |
| Young Entertainer Award für ihre Rolle in Plötzlich Familie | Best Leading Young Actress – Feature Film | Gewonnen  | 2019  |
| Imagen Award für ihre Rolle Plötzlich Familie | Best Actress – Feature Film               | Gewonnen  | 2019  |
| Imagen Award für ihre Rolle Dora und die goldene Stadt | Best Actress – Feature Film               | Gewonnen  | 2020  |
| Hollywood Music In Media Awards (HMMA) für das Lied „Fearless (Valiente)“ aus dem Film Spirit – Frei und ungezähmt, zusammen mit Amie Doherty und Eiza González                       | Best Original Song – Animated Film        | Nominiert | 2021  |
| Imagen Award für ihre Rolle Turtles All the Way Down | Best Actress – Drama (Television)         | Nominiert | 2024  |